# Jean Djorkaeff
Jean Djorkaeff (ur. 27 października 1939 w Charvieu) – francuski piłkarz występujący na pozycji napastnika, później przekwalifikowany na obrońcę.
Dziś bardziej znany jest jako ojciec i pierwszy trener Youri Djorkaeffa, mistrza Świata z 1998 roku i Europy z 2000 r. Jego kariera, choć nie przyniosła mu równie wielkich osiągnięć, także pełna była blasku. W przeciwieństwie do syna Jean nie pochodzi z Lyonu, jest jednak wychowankiem Olympique Lyon i w tym klubie spędził najwięcej, bo osiem lat ze swojej profesjonalnej kariery.
Z Olympique wywalczył pierwsze trofeum w historii klubu - Puchar Francji w 1964 roku. W tym samym roku odniósł również sukces europejski - awans do półfinału Pucharu Zdobywców Pucharów. Jako piłkarz Lyonu zadebiutował w reprezentacji Francji. Pierwszy mecz w lidze (w 1958 roku) rozegrał jako klasyczny napastnik z numerem 10 na koszulce. Na początku lat 60. trener Lucien Jasseron przekwalifikował go jednak na obrońcę i na mecze wychodził już z numerem 2 na trykocie.
Karierę kontynuował w Olympique Marsylia, w 1969 r. sięgnął po kolejny Puchar Francji, a magazyn „France Football” przyznał mu tytuł najlepszego francuskiego piłkarza, tzw. Srebrną Piłkę. Potem przeprowadził się do Paryża, gdzie tworzył powstały w 1970 roku Paris Saint-Germain. W 1 lidze rozegrał ponad 500 spotkań, w kadrze Trójkolorowych – 48.
Z futbolem się nigdy nie rozstał. To on nauczył Youriego wykonywania rzutów wolnych, z których jeden odebrał Polsce zwycięstwo na Parc des Princes w Paryżu w 1995 r. w eliminacjach Mistrzostw Europy 1996. Jean Djorkaeff trenował w latach 80. Grenoble Foot 38 i AS Saint-Étienne. Był też szkoleniowcem reprezentacji Armenii. Stamtąd wywodzi się jego żona, Mary Ohanian. On sam ma korzenie kałmucko-polskie.